# Thyreus kilimandjaricus
Thyreus kilimandjaricus är en biart som först beskrevs av Embrik Strand 1911.  Thyreus kilimandjaricus ingår i släktet Thyreus och familjen långtungebin. Inga underarter finns listade i Catalogue of Life.